# 斯維爾德魯普山脈
斯維爾德魯普山脈（德語：Sverdrupfjella）是南極洲的山脈，位於南極大陸東部的毛德皇后地，全長80公里，最高點海拔高度2,655米，該山脈在1938至1939年間被德國探險隊發現。

## 外部連結
- United States Geological Survey, Geographic Names Information System (GNIS) （页面存档备份，存于）

72°20′S 01°00′E / 72.333°S 1.000°E